# Estació de Maragall
|  | Per a altres significats, vegeu «Estació de Plaça de Maragall». |

Maragall és una estació de les línies L4 i L5 del Metro de Barcelona situada sota la Ronda del Guinardó l'estació de la L4 i sota el Passeig de Maragall l'estació de la L5 entre els districtes de Nou Barris, Horta-Guinardó i Sant Andreu de Barcelona.
El 1959 es va inaugurar l'estació de la L5 del Metro de Barcelona, com a part del primer tram obert de la Línia II entre la Sagrera i Vilapicina. Uns anys més tard el 1970 amb la prolongació de la Línia V entre Diagonal i Sagrera va passar a formar part de la Línia V. El 1982 es va inaugurar l'estació de la L4 amb el perllongament des del Guinardó fins Roquetes (avui Via Júlia).

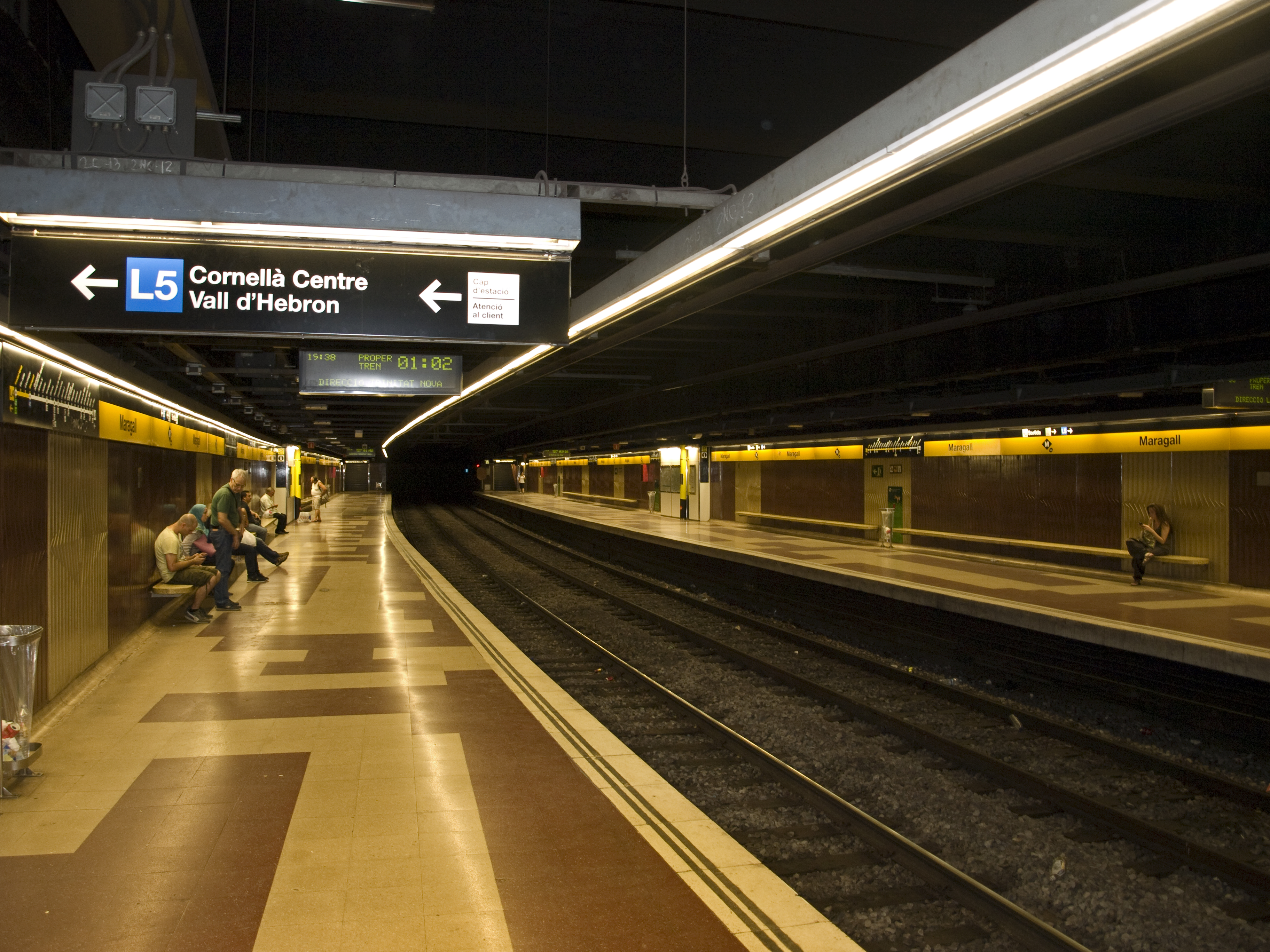
L'estació de la L4

## Serveis ferroviaris
| Metro de Barcelona     |           |       |                                  |                        |
| Procedència/Destinació | <         | Línia | >                                | Procedència/Destinació |
| Trinitat Nova          | Llucmajor |       | Guinardó \| Hospital de Sant Pau | La Pau                 |
| Cornellà Centre        | Congrés   |       | Virrei Amat                      | Vall d'Hebron          |

## Accessos
- Carrer Ramon Albó (enllaç L4)
- Ronda del Guinardó
- Passadís d'enllaç L5
- Avinguda dels Quinze

## Projectes
El Pla Director d'Infraestructures 2009-2018 de l'ATM preveu la creació de la línia Poblenou-UAB d'FGC passant per aquesta estació, ja sigui com a perllongament de la línia 8 o com a línia independent.